# Пурка
Пурка (від гол. pura — мішок) — спеціальний прилад (ваги) для визначення натури зерна (маси зерна певного об'єму). Конструкція всіх пурок в основному однакова; відрізняються головним чином лише матеріалом і точністю виконання окремих деталей і збірки. Масу зерна вимірюють в циліндрі певного об'єму. У пурці передбачений пристрій, що забезпечує по можливості рівномірне заповнення зерном циліндра. Відомі пурки метричні та неметричні (гамбурзька пурка, Шоппера пурка та інші). В Україні застосовують одно- і двадцятилітрові пурки.